# Gymnopternus pallidiciliatus
Gymnopternus pallidiciliatus är en tvåvingeart som först beskrevs av Van Duzee 1930.  Gymnopternus pallidiciliatus ingår i släktet Gymnopternus och familjen styltflugor. Inga underarter finns listade i Catalogue of Life.